# 博拉尼奥斯德坎波斯
博拉尼奥斯德坎波斯，是西班牙卡斯蒂利亚-莱昂巴利亚多利德省的一个市镇。总面积30平方公里，总人口373人（2001年），人口密度12人/平方公里。